# ورگنتین (دهانه)
ورگنتین یک دهانه برخوردی در ماه‌ است.

## دهانه‌های اقماری
این دهانه ۱۱ دهانه اقماری دارد.
| Wargentin | عرض جغرافیایی | طول جغرافیایی | قطر          |
| --------- | ------------- | ------------- | ------------ |
| A         | ۴۷.۱° S       | ۵۹.۱° W       | ۲۱.۰ کیلومتر |
| C         | ۴۷.۴° S       | ۶۱.۲° W       | ۱۲.۰ کیلومتر |
| B         | ۵۱.۴° S       | ۶۷.۶° W       | ۱۸.۰ کیلومتر |
| E         | ۵۰.۹° S       | ۶۶.۹° W       | ۱۶.۰ کیلومتر |
| D         | ۵۱.۰° S       | ۶۵.۱° W       | ۱۶.۰ کیلومتر |
| F         | ۵۱.۵° S       | ۶۶.۱° W       | ۲۰.۰ کیلومتر |
| H         | ۴۷.۴° S       | ۶۰.۱° W       | ۹.۰ کیلومتر  |
| K         | ۴۸.۳° S       | ۵۷.۸° W       | ۷.۰ کیلومتر  |
| M         | ۴۸.۱° S       | ۵۸.۹° W       | ۷.۰ کیلومتر  |
| L         | ۴۸.۱° S       | ۵۸.۲° W       | ۱۱.۰ کیلومتر |
| P         | ۴۸.۷° S       | ۵۶.۶° W       | ۹.۰ کیلومتر  |